# Alex Bolt
Pour les articles homonymes, voir Bolt.
Alex Bolt, né le 5 janvier 1993 à Murray Bridge, est un joueur de tennis australien, professionnel depuis 2011.

## Carrière
Lors de l'Open d'Australie 2014, Alex Bolt reçoit une invitation pour jouer le double avec Andrew Whittington. Ils profitent d'un abandon au premier tour pour éliminer contre toute attente au second tour les numéros 3 mondiaux, la paire David Marrero/Fernando Verdasco (7-64, 6-3). En huitièmes de finale, ils battent les Espagnols Pablo Carreño-Busta et Guillermo García-López (64-7, 7-65, 7-5). Ils s'inclinent au tour suivant face à la paire 8e tête de série formée par Daniel Nestor et Nenad Zimonjić en 2 sets (2-6, 61-7).
En mai, il remporte à Anning son premier titre Challenger en simple et en double. Il s'est adjugé deux autres titres dans cette catégorie de tournois à Zhuhai en 2018 et Nottingham en 2021.
Il débute en simple en Grand Chelem lors de l'Open d'Australie 2017. Classé 632e mondial, il sort des qualifications et perd au premier tour contre Yoshihito Nishioka. Détenteur d'une invitation en double, il parvient une nouvelle fois en quart de finale avec Bradley Mousley. L'année suivante, il s'incline en cinq sets contre Viktor Troicki malgré le gain des deux premières manches. Son principal fait d'armes est un troisième tour atteint à l'Open d'Australie 2019 après avoir écarté Jack Sock et Gilles Simon, pourtant 30e mondial (2-6, 6-4, 4-6, 7-68, 6-4) après avoir sauvé quatre balles de match.
En 2020, il est quart de finaliste du tournoi ATP d'Adélaïde et de Los Cabos en 2021.

## Parcours dans les tournois duGrand Chelem

### En simple
| Année | Open d'Australie | Open d'Australie     | Internationaux de France | Internationaux de France | Wimbledon       | Wimbledon      | US Open | US Open             |
| ----- | ---------------- | -------------------- | ------------------------ | ------------------------ | --------------- | -------------- | ------- | ------------------- |
| 2017  | 1er tour (1/64)  | Yoshihito Nishioka   | —                        | —                        | —               | —              | —       | —                   |
| 2018  | 1er tour (1/64)  | Viktor Troicki       | Q1                       | Tobias Kamke             | 1er tour (1/64) | Kyle Edmund    | Q1      | Yannick Maden       |
| 2019  | 3e tour (1/16)   | Alexander Zverev     | Q1                       | Adrián Menéndez Maceiras | Q2              | Dennis Novak   | Q1      | Daniel Elahi Galán  |
| 2020  | 2e tour (1/32)   | Dominic Thiem        | Q1                       | Michael Mmoh             | Annulé          | Annulé         | —       | —                   |
| 2021  | 2e tour (1/32)   | Grigor Dimitrov      | Q1                       | Marc Polmans             | 2e tour (1/32)  | Cameron Norrie | —       | —                   |
| 2022  | 1er tour (1/64)  | A. Davidovich Fokina | —                        | —                        | —               | —              | —       | —                   |
| 2023  | Q2               | Matteo Arnaldi       | Q1                       | Oleksii Krutykh          | Q1              | Rinky Hijikata | —       | —                   |
| 2024  | —                | —                    | —                        | —                        | 1er tour (1/64) | Casper Ruud    | Q2      | Nishesh Basavareddy |
| 2025  | Q1               | Mackenzie McDonald   | Q1                       | Pablo Llamas Ruiz        | 1er tour (1/64) | Ben Shelton    |         |                     |

N.B. : à droite du résultat se trouve le nom de l'ultime adversaire.

### En double messieurs
| Année | Open d'Australie                                                                           | Open d'Australie | Internationaux de France | Internationaux de France                                                               | Wimbledon | Wimbledon | US Open | US Open |
| ----- | ------------------------------------------------------------------------------------------ | ---------------- | ------------------------ | -------------------------------------------------------------------------------------- | --------- | --------- | ------- | ------- |
| 2013  | 2e tour (1/16) G. Jones \|\| style="text-align:left;" \| D. Bracciali L. Dlouhý            | —                | —                        | —                                                                                      | —         | —         | —       |         |
| 2014  | 1/4 de finale A. Whittington \|\| style="text-align:left;" \| D. Nestor N. Zimonjić        | —                | —                        | 1er tour (1/32) A. Whittington \|\| style="text-align:left;" \| F. López J. Melzer     | —         | —         |         |         |
| 2015  | 1/8 de finale A. Whittington \|\| style="text-align:left;" \| P. Cuevas D. Marrero         | —                | —                        | —                                                                                      | —         | —         | —       |         |
| 2016  | 1er tour (1/32) A. Whittington \|\| style="text-align:left;" \| M. Bhupathi Gilles Müller  | —                | —                        | —                                                                                      | —         | —         | —       |         |
| 2017  | 1/4 de finale B. Mousley \|\| style="text-align:left;" \| P. Carreño Busta G. García-López | —                | —                        | —                                                                                      | —         | —         | —       |         |
| 2018  | 1er tour (1/32) B. Mousley \|\| style="text-align:left;" \| F. Fognini M. Granollers       | —                | —                        | 1er tour (1/32) L. Hewitt \|\| style="text-align:left;" \| Raven Klaasen Michael Venus | —         | —         |         |         |
| 2019  | 1er tour (1/32) Marc Polmans \|\| style="text-align:left;" \| Bob Bryan Mike Bryan         | —                | —                        | —                                                                                      | —         | —         | —       |         |
| 2020  | 1er tour (1/32) Matthew Ebden \|\| style="text-align:left;" \| Andrés Molteni Hugo Nys     | —                | —                        | Annulé                                                                                 | Annulé    | —         | —       |         |
|       |                                                                                            |                  |                          |                                                                                        |           |           |         |         |
| 2022  | 1er tour (1/32) James McCabe \|\| style="text-align:left;" \| T. Kokkinakis Nick Kyrgios   | —                | —                        | —                                                                                      | —         | —         | —       |         |
| 2023  | 1/8 de finale L. Saville \|\| style="text-align:left;" \| A. Mies John Peers               | —                | —                        | —                                                                                      | —         | —         | —       |         |
| 2024  | 1er tour (1/32) L. Saville \|\| style="text-align:left;" \| H. Heliövaara John Peers       | —                | —                        |                                                                                        |           |           |         |         |

N.B. : le nom du partenaire se trouve sous le résultat ; le nom des ultimes adversaires se trouve à droite.

### En double mixte
| Année | Open d'Australie                                                                  | Open d'Australie | Internationaux de France | Internationaux de France | Wimbledon | Wimbledon | US Open | US Open |
| ----- | --------------------------------------------------------------------------------- | ---------------- | ------------------------ | ------------------------ | --------- | --------- | ------- | ------- |
| 2018  | 1er tour (1/16) L. Cabrera \|\| style="text-align:left;" \| G. Dabrowski M. Pavić | —                | —                        | —                        | —         | —         | —       |         |
| 2022  | 1er tour (1/16) L. Cabrera \|\| style="text-align:left;" \| E. Routliffe M. Venus | —                | —                        | —                        | —         | —         | —       |         |
| 2025  | 2e tour (1/8) P. Hon \|\| style="text-align:left;" \| E. Perez K. Krawietz        | —                | —                        | —                        | —         | —         | —       |         |

N.B. : le nom de la partenaire se trouve sous le résultat ; le nom des ultimes adversaires se trouve à droite.

## Parcours dans lesMasters 1000
| Année | Indian Wells         | Miami | Monte-Carlo | Madrid | Rome | Canada | Cincinnati | Shanghai | Paris |
| ----- | -------------------- | ----- | ----------- | ------ | ---- | ------ | ---------- | -------- | ----- |
| 2015  | 1er tour Robin Haase | —     | —           | —      | —    | —      | —          | —        | —     |
|       |                      |       |             |        |      |        |            |          |       |
| 2019  | 2e tour Guido Pella  | —     | —           | —      | —    | —      | —          | —        | —     |

N.B. : sous le résultat se trouve le nom de l’ultime adversaire.

## Classements ATP en fin de saison
| Année          | 2009 | 2010 | 2011 | 2012 | 2013 | 2014 | 2015 | 2016 | 2017 | 2018 | 2019 | 2020 | 2021 | 2022 |
| Rang en simple | –    | 1202 | 897  | 483  | 364  | 202  | 266  | 586  | 192  | 159  | 160  | 171  | 135  | 636  |
| Rang en double | 1344 | –    | 1022 | 488  | 156  | 108  | 159  | 504  | 86   | 274  | 254  | 343  | 743  | 1269 |

Source : (en) Classements de Alex Bolt sur le site officiel de la Fédération internationale de tennis